# Hemiloapis ybyra
Hemiloapis ybyra är en skalbaggsart som beskrevs av Maria Helena M. Galileo och Martins 2004. Hemiloapis ybyra ingår i släktet Hemiloapis och familjen långhorningar. Inga underarter finns listade i Catalogue of Life.